# Superkubok Rossii 2024
La Supercoppa di Russia 2024 (ufficialmente in russo 2024 Российский Суперкубок?, Superkubok Rossii 2024) è stata la ventiduesima edizione della Supercoppa di Russia.
Si è svolta il 13 luglio 2024 alla Volgograd Arena di Volgograd tra lo Zenit San Pietroburgo, vincitore della Prem'er-Liga 2023-2024 e della Coppa di Russia 2023-2024, e il Krasnodar, secondo classificato in Prem'er-Liga.

## Le squadre
| Squadre               | Qualificazione                                                        | Partecipazioni precedenti (il grassetto indica la vittoria)           |
| --------------------- | --------------------------------------------------------------------- | --------------------------------------------------------------------- |
| Zenit San Pietroburgo | Vincitore della Prem'er-Liga 2023-2024 e della Kubok Rossii 2023-2024 | 11 (2008, 2011, 2012, 2013, 2015, 2016, 2019, 2020, 2021, 2022, 2023) |
| Krasnodar             | Secondo classificato in Prem'er-Liga 2023-2024                        | -                                                                     |

## Tabellino
| Arbitro: | Kukujan |

|                                            |           |                        |
| Rodrigão 13’ Wendel 33’ Glušenkov 42’, 68’ | Marcatori | 65’ Krivcov 70’ Smolov |